# Lippai Andrea
Lippai Andrea (Medgyesegyháza, 1965. január 25. –) magyar táncművész, koreográfus, táncpedagógus. A FlamenCorazónArte Táncszínház alapítója.

## Pályafutása

### Balett
Az Állami Balett Intézet növendéke klasszikus balett szakon (1976-1985). Mesterei: Smerzna Teresa, Sebestény Katalin. Balettművész diplomáját 1986-ban szerezte. 1984 és 1991 között a Győri Balett magántáncosa volt. Markó Iván igazgatása alatt a következő darabokban szerepelt:
- Jön a cirkusz
- Mechanikus kert
- Jézus, az ember fia
- Madarak voltunk
- Fájdalmak útja
- Bulgakov és a többiek
- Igéret földje
- Az álmok ura
- Párizs gyermekei
- Székek
- A Nap szeretei
- Szamuráj
- Bolero
- Bayreuthi Ünnepi Játékok

A Győri Balett-tel számos külföldi turnén vett részt (Csehország, Egyesült Államok, Franciaország, Izrael, Japán, Kína, Németország, Norvégia, Olaszország).
1992-ben klasszikus balett- és társastánc pedagógus diplomát szerzett a Magyar Táncművészeti Főiskolán. Megalapította a Szentendrei Balett Iskolát, amelynek 1991 és 1993 között vezetője és balettmestere volt. Ezzel párhuzamosan 1992 és 1995 között balettmesterként dolgozott a Nádasdy Kálmán Alapfokú Művészeti Iskolában is. 1995-1999 között több balettelőkészítő tanfolyamot tartott gyermekeknek különböző iskolákban, óvodákban (Petőfi Művelődési Központ, Jakaranda óvoda, Ökumenikus Általános iskola, SEK Budapest International School). Felnőtteknek képességfejlesztést, aerobikot, jógát tanított 2019-ig.

### Flamenco
1991-ben az International Dance Moving Center nyári kurzusán ismerkedett meg a flamenco műfajával. (Az IDMC workshopokat Regős Pál pantomimművész, koreográfus, rendező alapította és szervezte évente két hetes intervallumokban.) Mesterei Muriel Garfias (1991) és Gertraud Dorothy Maar (1992, 1994) voltak. Gertraud Dorothy Maar bécsi flamenco táncosnő és táncmester meghívására a Compañia De Flamenca MAAR flamenco táncegyüttes vendégművészeként tevékenykedett 1996-től 2003-ig. Előadások, melyekben szerepelt: La vida un sueño, El Camino del Señor Buscador, Noche de Flamenco, Golpe de Fortuna.
Első spanyolországi tanulmányútja 1998-ban Barcelonában José de La Vega, valamint Sevillában Manolo Marín, és az Academia de Matilde Coral flamenco táncakadémiáin kezdődött, majd minden évben különböző városokban neves mesterek tanfolyamain folytatódott. Flamenco mesterei: Amparo de Triana, Ana De Utrera, Ana de Utrera - Escuela José De La Vega, Andrés Peña, Angelita Gómez, Angelita Vargas, Antonio El Pipa, Carmen Segura, Cecilia Gómez de Compañia Sara Baras, Chiqui de Jerez, El Mimbre, Eva La Yerbabuena, Farruquito, Fernando Galán, Gertraud Dorothy Maar, Isabel Bayón, Javier Cruz, Juan Parra, Juan Polvillo, Lola Greco, Manolo Marín, Manuel Betanzos, Mária Mercedes Leon, Matilde Coral, Merche Esmeralda, Merche Marquez, Miguel Vargas, Montse Sanchez, Muriel Garfias, Rafael Campallo, Raúl Chamorro Dominguez, Sabrina Romero - Grupo de, Juan Carmona, Timo Losano.

### Latidos együttes
Megalapította a Latidos együttest, amelynek 1998 és 2006 között táncművésze, koreográfusa, művészeti vezetője volt. A Nemzeti Táncszínházban bemutatott előadásai:
- Csak azért is tánc, tánc, tánc - Ritmo de mi corazón - "Táncos élettörténetem flamenco zenei- stílusokra” (L.A.)
- Paso a Paso - A flamenco hazai rajongóinak útjai, avagy a tanítványok bemutatkozása.
- Álom és Valóság - Egy táncos víziói a kortárs flamenco képi és zenei világáról.
- Sevillai emlékek - „Az eddig összegyűjtött élményeim és tapasztalataim vizuális ábrázolása a tánc nyelvén saját videófelvételek és G. Lorca verseinek segítségével.” (L.A.)
- Fusion Duende - Az élet körforgásáról a magyar néptánc, a flamenco és az indiai tánc nyelvén.

### FlamenCorazónArte Táncszínház
Alapítója, táncművésze, koreográfusa, művészeti vezetője 2014-ig. 2014-től leánya Pirók Zsófia táncművész vette át az együttes művészeti vezetését. Lippai Andrea egész estés darabjai 2014-ig:
- Lélekhúrok[2] - Közös produkció Budai László argentin tangó együttesével. Flamenco és argentin tangó elemekből épülő élőzenével és prózával kiegészülő táncest, melyben a két markáns érzelmekkel teli műfaj meséli el az "ÉN" fejlődésének történetét.
- Lorca est [3]- Közös produkció Nyári Oszkár színművésszel és Makovinyi Tibor néptáncművésszel
- Andaluziai éjszaka
- Las Flamencas - Anya és Lánya
- Tapas de Flamenco
- Sentido de Flamencorazon
- Flamenco Spirit
- Felíz Navidad – „Örök Hittel” (Paco Fernández sevillai gitárművésszel)
- Sastípentali[4] (Paco Fernández gitárművész azonos című lemezére készített táncest a Millenáris színpadán)
- BailAmor - Két kontinens, egy emlék - Közös produkció Bánhidi Petrával és Josip Bartulovic-val.
- Távoli tüzek fénye - Oktató előadás, a flamenco történetéről
- Flamenco évszakok - Tavasz[5]
- Mi is az a flamenco? - Tánszínházi beavató

Leánya, Pirók Zsófia művészeti vezetése alatt szerepelt és koreografált az alábbi előadásokban:
- Táncmelodikák[6]
- FlamenColores
- Flamenco Magia
- Folkamenco[7]
- FlamenKoktél Caminos[8]

Az előadások premierjei mind a Nemzeti Táncszínház színpadán és szervezésében valósultak meg.

### Koreográfusi munkái
Tátrai Tibor - Szűcs Antal Gábor: Latin-Latin Lemezbemutató koncert, szóló tánc, és koreográfia
- Traviata Operában Rost Andreával
- Carmen Opera Kovalik Balázs rendezésében
- Duna Művészegyüttes többszöri vendégművésze
- Magyar Állami Népiegyüttes többszöri vendégművésze
- Experidance többszöri vendégkoreográfusa
- Presidance vendégkoreográfusa
- Közös fellépés Timo Lozano flamenco táncművésszel /Bécs/
- Közös fellépés Carmen Segura flamenco táncművésszel /Fonó/
- Kooprodukció Paco Fernández gitárművésszel /Millenáris Teátrum, Eötvös10/
- Papadimitriou Athina “Latin érintés” lemezbemutató koncert táncos szólistája
- Komlósi Ildikó operaénekes 30 éves jubileumi gálaműsorának vendégművésze, Carmen opera
- Wonderland show company vendégművésze (Allee Divathetek, Mercedes Fashion Street gála)

### Flamenco tánctanár
Flamenco táncot oktat 1996-tól máig; professzionális táncképzésben a Budapest Kortárstánc Főiskolán valamint a Magyar Táncművészeti Egyetemen a művész- és pedagógusképzőn, illetve felnőttoktatás keretében különböző budapesti helyszíneken (Petőfi Művelődési Központ, Goli Tánchely – Budapest Tánciskola, Casa de la Música, Kolosy Táncstúdió, Marczi Közösségi Tér, Geli mozgásstúdió, Budakeszi Rathauskeller)

## Családja
Horányi-Pirók Panka és Pirók Zsófia mindketten a táncművészetet választották. Horányi-Pirók Panka a Magyar Táncművészeti Egyetemen táncos- és próbavezető szakon szerzett BA diplomát, majd tánctanár MA diplomát. Pirók Zsófia flamenco táncművész diplomát szerzett Sevillában a Conservatorio Profesional de Danza Antonio Ruiz Solerben flamenco szakirányon 2013-ban.

## Díjai, elismerései
- EuroPas Táncdíj - Táncművészet lap kitüntetése (2004. május 1.)[9]
- Harangozó Gyula díj (2006. március 15.)[10]
- Spanyol kultúra terjesztéséért oklevél (2006. október 12.)
- Fringe Fesztivál szakmai különdíj (2006)
- Magyar Köztársaság Ezüst Érdemkereszt (2011. augusztus 20.)[11]
- Magyar Arany Érdemkereszt (2019. március 15.)[12]